# Pohoří (Malečov)
Pohoří je malá vesnice, část obce Malečov v okrese Ústí nad Labem. Nachází se asi 1 km na jihovýchod od Malečova. V roce 2009 zde bylo evidováno 27 adres. V roce 2001 zde trvale žilo 20 obyvatel.
Pohoří leží v katastrálním území Pohoří u Malečova o rozloze 1,99 km2.

## Historie
Nejstarší písemná zmínka pochází z roku 1188.

## Obyvatelstvo
|                                                                               | 1869 | 1880 | 1890 | 1900 | 1910 | 1921 | 1930 | 1950 | 1961 | 1970 | 1980 | 1991 | 2001 | 2011 |
| ----------------------------------------------------------------------------- | ---- | ---- | ---- | ---- | ---- | ---- | ---- | ---- | ---- | ---- | ---- | ---- | ---- | ---- |
| Obyvatelé                                                                     | 67   | 62   | 67   | 61   | 64   | 71   | 64   | 38   | 29   | 17   | 19   | 13   | 20   | 29   |
| Domy                                                                          | 11   | 11   | 11   | 11   | 11   | 11   | 11   | 12   | .    | 5    | 7    | 4    | 8    | 9    |
| Počet domů z roku 1961 je zahrnut v celkovém počtu domů místní části Malečov. |      |      |      |      |      |      |      |      |      |      |      |      |      |      |

## Pamětihodnosti
- Venkovské domy čp. 1, 2 a 5